# Битва при Немее
Битва при Немее — сражение между спартанцами и войсками антиспартанской коалиции в ходе Коринфской войны.
После заключения перемирия между Фивами и Фокидой (Фокида признала себя побежденной) союзники собрали большую армию в Коринфе. Спартанцы собрали значительные силы против армии коалиции. Армии встретились возле высохшего русла реки Немея в Коринфии, где произошло сражение, в котором спартанцы одержали победу. Как часто случалось в сражениях гоплитов, правые фланги обеих армий побеждали. Так, спартанцы побеждали афинян, в то время как фиванцы, аргивяне и коринфяне побеждали пелопоннесцев. Спартанцы затем напали на фиванцев, аргивян и коринфян, когда те возвращались после преследования побеждённых пелопоннесцев. Потери армии коалиции составили 2800 человек, а спартанцы и их союзники потеряли 1100 человек.